# 美洲大獎賽
美洲大獎賽（英語：Grand Prix of America）是一場於2011年提議舉辦的一級方程式（F1）世界錦標賽賽事。這場賽事計劃舉辦於帝國碼頭市街賽道，賽道總長5.2公里，途經紐澤西州威霍肯與西紐約城鎮，緊鄰著威霍肯帝國港，更能夠盡覽紐約市摩天大樓天際線。
美洲大獎賽原定於2013年6月登場，卻在2013年告吹。2013年底，一級方程式賽車總裁兼首席執行官伯尼·埃克萊斯頓表示，由於發起人違約而未能順利舉辦，不過，仍歡迎其他組織呈報新的提案。這場比賽反反覆覆的出現在一級方程式賽車暫定賽程表中，直到2016年便不曾再出現在暫定賽程表上了。

## 歷史
1983年賽季，賽會官方曾宣布將會在梅多蘭茲體育中心、法拉盛草原可樂娜公園的草原湖，或是長島亨普斯特德的米爾切空軍基地（與1936及1937年的范德比爾特杯舉辦地相同）中擇一地，舉辦一場位於紐約都會區的大獎賽。然而，這場比賽首次被推延後又宣告取消。之後，又經過1984及1985年的計劃後卻始終未果。梅多蘭茲則成了 冠軍方程式的比賽場地。
2010年5月，一級方程式老闆伯尼·埃克萊斯頓宣布，他計畫在2012年賽季將一級方程式比賽在帶到紐約市。埃克萊斯頓表示這場賽事將會在紐澤西州的哈德遜河畔舉辦，並且能從曼哈頓天際線綜覽整條賽道。一個月後，有關在澤西市的自由州立公園興建賽道的計畫逐一浮出檯面，不過，這些計畫不久後也胎死腹中。其後，更針對史泰登島、弗洛伊德·貝內特機場和梅多蘭茲進行探勘，但是沒有一處是可行的。
2011年8月，《華爾街日報》報導一則關於在紐澤西州威霍肯與西紐約規劃市街賽道的計劃，並指出其可望在2013年登場。兩個月後，《華爾街日報》更進一步報導，這場賽事預定將會在2013年6月舉行。然而，其他報社則保持著相對謹慎的態度，他們認為仍需待哈德遜郡官方批准後，才得以評估這場比賽的可行性。修訂版提案在隔月出爐，市街賽道將沿著帝國港行駛後爬升至哈德遜峭壁，接上東方大道，之後回到帝國港大道。2011年10月25日，官方證實紐澤西州將從2013年起，在一條長3.2英里（5.2公里）的市街賽道舉辦美洲大獎賽。
自2013年6月起，這場賽事的舉辦合約共計10年，此外，也不會影響到11月舉辦於奧斯丁的美國大獎賽。這場比賽將與蒙特婁的加拿大大獎賽成為「搭檔賽事」，兩場比賽僅會相隔一週，以減少物流方面的開銷。
全國運動汽車競賽協會的長期主辦人漢姆皮·惠勒擔任賽事顧問，他預估這場賽事將會為紐約州與紐澤西州地區每年帶來超過一億美元的經濟效益。賽事承辦人兼董事由小利奧·欣德利出任，而丹尼斯·羅賓遜（Dennis Robinson）則擔任營運長。湯姆·科特（Tom Cotter）在2012年8月20日辭去了總裁一職。
赫爾曼·提爾克公司的克里斯蒂安·埃普（Christian Epp）曾表示，這條賽道的佈局涵蓋類似於摩納哥市街賽道的海拔高度變化，但是，特別之處在於這裡有著比其他市街賽道更快的車速。

### 延期
2012年7月，伯尼·埃克萊斯頓證實紐澤西州將會以（紐約）澤西大獎賽（英語：Grand Prix of Jersey (New York)）之名，登錄在國際汽車聯盟的2013年大獎賽賽程表當中，同年9月，官方暫定將這場比賽安排於2013年6月16日舉辦。然而，埃克萊斯頓卻在幾天後宣布廢除比賽合約。
2012年9月，埃克萊斯頓宣布由於承辦人無法遵從合約的條件，致使比賽合約被終止。然而，這場比賽仍舊暫時以「待確定」的狀態包含在2013年一級方程式賽曆中。正式賽程表也在2012年12月敲定。2012年10月18日，威霍肯市長宣布這場賽事延期至2014年舉行。當被問到延期的原因時，埃克萊斯頓回應表示，承辦單位無法如期籌備在2013年舉辦比賽的一切所需。
賽事發起人小利奧·欣德利在2013年3月表示美洲大獎賽將回重返到這條賽道，並已安排在9月左右展開道路鋪銑工程。
然而，欣德利的組織長期陷入財務困境，且他們始終不清楚如何籌措資金。紐澤西州州長克里斯·克里斯帝更表示，這是一場與其他運動賽事相當的比賽，州政府無從挪用補助金。媒體於2013年5月的報導推測指出，儘管伯尼·埃克萊斯頓表示與欣德利的僵局會談仍有機會重啟，但是，他卻已著手計劃讓一級方程式賽車回歸長灘賽道，以作為紐澤西的替代方案，更指出該項運動的行政人員已經在這場賽事投入資金，以還清承辦單位的債款，並且加快施工進度。原先在長灘創辦美西大獎賽的克里斯·普克（Chris Pook）也成為了美洲大獎賽的顧問。
2013年6月，賽事承辦者小利奧·欣德利宣布取得所有的執照，並與一級方程式總裁伯尼·埃克萊斯頓簽下了一紙全新的15年合約。永久的24輛車的車庫工程也幾近完成，而路面鋪銑工程最快將在次週進行，遠遠超過原定於2013年9月的動工時間。
2013年8月23日，埃克萊斯頓宣布由於賽事發起人無法籌備賽事策畫所需的一億美元，將終止舉辦2014年美洲大獎賽。最終，這場賽事並未包含在2014年賽曆當中，而賽事發起人則聲稱這是行政疏失。
在2013年9月22日的2013年新加坡大獎賽電視轉播期間，小利奧·欣德利與其他發起人表示他們已經遞交全額費用，並將比賽暫定於2014年6月1日（在摩納哥與加拿大大獎賽之間）舉行。隨後，這場大獎賽確實登錄於暫定的賽程表中。2013年12月4日，國際汽車聯盟發布正式的2014年世界一級方程式錦標賽賽曆，卻沒有包含這場大獎賽。同時，國際汽車聯盟宣布因為一些長期的財政問題無法如期解決，所以延緩了這場大獎賽。埃克萊斯頓自己似乎還沒放棄這場賽事；他肯定能在2015年舉辦這場大獎賽。承辦單位則持續進行財政重建，持續保持著樂觀的態度。2013年12月，埃克萊斯頓表示承辦單位違約，而他也樂意接受其他組織提出的建議。
2014年，關乎這場比賽的新聞寥寥無幾，直到《富比士》於7月洩露欣德利已找到投資者資助舉辦比賽，不過他們卻在最後一刻宣告退出。另一方面，埃克萊斯頓則透露他不願在2016年前將比賽納入一級方程式賽程表中。目前並沒有更進一步的消息，自2015年賽季展開後，這場比賽的關注度便逐漸下滑。

## 外部連結
- Interview with Bob Varsha on the Grand Prix of America